# Batalla del monte Zemaraim
La gran Batalla del Monte Zemaraim fue reportada en la Biblia como peleada en el Monte Zemaraim, cuando el ejército del Reino de Israel liderado por el rey Jeroboam I se encontró con el ejército del Reino de Judá liderado por el rey Abías I. Se dice que alrededor de 500.000 israelitas murieron después de este único enfrentamiento, aunque la mayoría de los comentaristas modernos consideran que las cifras son muy exageradas o simbólicas, y algunos incluso han cuestionado su  historicidad fundamental. Una cronología propuesta por Edwin Thiele sugiere que la batalla habría tenido lugar en torno al año 913 a. C.

## Antecedentes
Todos los roces comenzaron cuando el difunto rey Roboam aumentó los impuestos reales en toda la Reino de Israel tras la muerte de Salomón, aproximadamente en el año 931 a. C. Esto creó descontento entre todas las tribus israelitas del reino, excepto Judá y Benjamín, y el descontento del pueblo pronto se convirtió en una rebelión cuando el rey, en contra del consejo de los ancianos, se negó a disminuir las cargas de los impuestos reales. Las diez tribus del norte de Israel acabaron separándose del reino y formaron un nuevo Reino de Israel con el antiguo fugitivo y exiliado Jeroboam como rey, provocando una guerra civil. Roboam fue entonces a la guerra contra el nuevo reino con una fuerza de 180 000 soldados, pero le aconsejaron que no luchara contra sus hermanos, por lo que regresó a Jerusalén.

## Preludio
Desde que el reino unificado se dividió, hubo constantes problemas fronterizos entre las dos partes, y ambas intentaron resolverlos. Abías sucedió en el trono tras la muerte de su padre Roboam, e intentó reunir a todo Israel, incluido Judá, bajo su gobierno. Según las fuentes bíblicas, Abías tenía un ejército de 400 000 personas, todas ellas elegidas a dedo o reclutadas, y Jeroboam tenía 800 000 guerreros.

## La Batalla
Antes de la batalla, Abías se dirigió a los ejércitos de Israel, instándoles a someterse y a dejar que el Reino de Israel volviera a estar completo. Tal como está escrito en la narración bíblica (2 Crónicas 13:4-12), Abías reunió entonces a sus propias tropas con un discurso dirigido a todo el pueblo de Israel:

Escuchadme, Jeroboam y todo Israel: 5 "¿No sabéis que el Señor, Dios de Israel, dio el gobierno de Israel para siempre a David y a sus hijos mediante un pacto de sal? 6 "Sin embargo, Jeroboam, hijo de Nabat, siervo de Salomón, hijo de David, se levantó y se rebeló contra su señor, 7 y se reunieron a su alrededor hombres inútiles, sinvergüenzas, que resultaron ser demasiado fuertes para Roboam, hijo de Salomón, cuando éste era joven y tímido y no podía hacerles frente. 8 "Así que ahora pretendéis resistir al reino del SEÑOR por medio de los hijos de David, siendo una gran multitud y teniendo con vosotros los becerros de oro que Jeroboam hizo como dioses para vosotros. 9 "¿No habéis expulsado a los sacerdotes del SEÑOR, a los hijos de Aarón y a los levitas, y os habéis hecho sacerdotes como los pueblos de otras tierras? El que viene a consagrarse con un novillo y siete carneros, puede hacerse sacerdote de lo que no son dioses. 10 "Pero en cuanto a nosotros, el SEÑOR es nuestro Dios, y no lo hemos abandonado; y los hijos de Aarón sirven al SEÑOR como sacerdotes, y los levitas se ocupan de su trabajo. 11 "Todas las mañanas y todas las tardes queman para el SEÑOR holocaustos e incienso aromático, y los panes de la proposición están puestos sobre la mesa limpia, y el candelabro de oro con sus lámparas está listo para encenderse todas las tardes; porque nosotros guardamos el encargo del SEÑOR nuestro Dios, pero vosotros lo habéis abandonado. 12 "Ahora bien, he aquí que Dios está con nosotros a la cabeza y sus sacerdotes con las trompetas de señales para dar la alarma contra vosotros. Oh hijos de Israel, no luchéis contra el SEÑOR, el Dios de vuestros padres, porque no tendréis éxito.

La frase de Abías Dios está con nosotros como nuestra cabeza (o líder) se hizo famosa desde aquel acontecimiento.
Sin embargo, su petición a Jeroboam no fue atendida. Jeroboam había preparado una emboscada para venir por la retaguardia del ejército de Abías, de modo que el ejército de éste lucharía por el frente y la retaguardia de su ejército, ejecutando un gigantesco movimiento de pinzas. Todos los soldados de Judá suplicaron a Dios que los ayudara, y entonces los sacerdotes tocaron las trompetas. Abías se apresuró a contrarrestar este movimiento realizado por Jeroboam; ordenó a sus guerreros que lucharan con valentía y contrarrestó el movimiento de tenaza ejecutado por Jeroboam a sus guerreros, aplastando casi por completo el enorme ejército de este último.
El rey Abías y los guerreros de Judá que estaban bajo su mando se impusieron, matando a 500 000 guerreros israelitas durante la batalla. El resto del ejército israelita huyó del campo de batalla hacia el norte, y las fuerzas de Judá emprendieron una implacable persecución contra ellos, tomando las ciudades de Betel, Jesana y  Efrón durante la subsiguiente persecución. El factor del éxito de Judá en la batalla se atribuye principalmente a la devoción de Abías y sus tropas a su Dios.

## Consecuencias
Jeroboam quedó paralizado por esta severa derrota ante Abías y, por tanto, supuso una pequeña amenaza para el Reino de Judá durante el resto de su reinado; sin embargo, a pesar de salir victorioso, Abías tampoco consiguió reunificar Israel y Judá. En conclusión, a pesar de que la batalla fue decisiva para ambos bandos, esto no hizo más que profundizar su división mutua, y estos dos reinos se verían envueltos en graves guerras fronterizas durante casi dos siglos hasta la conquista y destrucción del Reino de Israel por parte de Asiria en el 720 a. C.